# Dioncophyllaceae
Dioncophyllaceae — родина квіткових рослин, що складається з трьох видів ліан, що походять із тропічних лісів західної Африки.
Їх найближчими родичами є Ancistrocladaceae. Обидві родини належать до клади переважно м’ясоїдних рослин, які приблизно з 1998 року були переміщені до порядку Caryophyllales. Ця клада також включає родину Droseraceae і Nepenthaceae, а також Drosophyllaceae.
Усі види родини є ліанами на певному етапі свого життєвого циклу і піднімаються за допомогою пар гачків або вусиків, утворених на кінці середніх жилок листя. Найвідомішим представником є хижий Triphyophyllum peltatum, хоча родина включає ще два види: Habropetalum dawei та Dioncophyllum thollonii.

## Історія класифікації
Система Кронквіста (1981) розмістила родину в порядку Violales.
Система APG II 2003 року (без змін у порівнянні з системою APG 1998 року) визнає цю родину та відносить її до порядку Caryophyllales. Система APG IV визнає Caryophyllales у кладі суперастериди.